# Tæt på - live
Tæt på - live er et livealbum af den danske sangerinde og sangskriver Medina, der udkommer den 17. marts 2014 på Labelmade og A:larm Music. Albummet er indspillet i DRs Koncertsalen under Medinas akustiske Tæt på-turné den 13. oktober og 14. november 2013. Om albummet har Medina udtalt: "Den akustiske live-plade er en realisering af en fantastisk drøm, noget jeg har glædet mig til at føre ud i livet længe. Faktisk lige siden jeg var en ung tøs og så Nirvana Unplugged på MTV. Og tænk, at det nu er blevet til virkelighed".
Albummet indeholder akustiske indspilninger af sange fra Medinas danske album Velkommen til Medina (2009) og For altid (2011). Den eneste nye sang på albummet er førstesinglen "Jalousi", der udkom den 3. februar 2014. Sangen handler ifølge Medina om "Den der søde jalousi som vi alle kan gå rundt med - også jer mænd - når man har en partner. Den handler ikke om den forfærdelige jalousi, men den gode". "Jalousi" blev den mest streamede single i første uge på Spotify, med 700.000 streams.

## Spor
| #   | Titel                      | Sangskriver(e)                                     | Længde |
| --- | -------------------------- | -------------------------------------------------- | ------ |
| 1.  | "Ensom"                    | Medina Valbak, Rasmus Stabell, Jeppe Federspiel    | 4:35   |
| 2.  | "Lyser i mørke"            | Valbak, Stabell, Federspiel, Engelina Andrina      | 4:36   |
| 3.  | "12 dage"                  | Valbak, Stabell, Federspiel                        | 4:10   |
| 4.  | "Perfektion"               | Valbak, Christian von Staffeldt                    | 3:52   |
| 5.  | "Vi to"                    | Valbak, Stabell, Federspiel                        | 5:09   |
| 6.  | "Kl. 10"                   | Valbak, Stabell, Federspiel                        | 5:06   |
| 7.  | "Lykkepille"               | Valbak, Stabell, Federspiel                        | 3:23   |
| 8.  | "Synd for dig"             | Valbak, Stabell, Federspiel                        | 3:33   |
| 9.  | "Jeg venter"               | Valbak, Stabell, Federspiel                        | 4:48   |
| 10. | "En nat"                   | Valbak, Daniel "Obi" Klein, Jesper Nordenström     | 4:46   |
| 11. | "Gode mennesker"           | Valbak, Stabell, Federspiel                        | 4:10   |
| 12. | "Har du glemt"             | Valbak, Stabell, Federspiel                        | 5:43   |
| 13. | "For altid"                | Valbak, Stabell, Federspiel                        | 9:07   |
| 14. | "Jalousi"                  | Thor Nørgaard, Mads Møller, Theis Andersen, Valbak | 4:09   |
| 15. | "Kun for mig"              | Valbak, Stabell, Federspiel                        | 7:09   |
| 16. | "Jalousi" (single version) | Nørgaard, Møller, Andersen, Valbak                 | 3:41   |

## Hitlister

### Ugentlige hitlister
| Hitliste (2014) | Højeste placering |
| --------------- | ----------------- |
| Danmark         | 2                 |

### Årslister
| Hitliste (2014) | Placering |
| --------------- | --------- |
| Danmark         | 21        |